# AIGLX

GLX and AIGLX versus direct rendering.

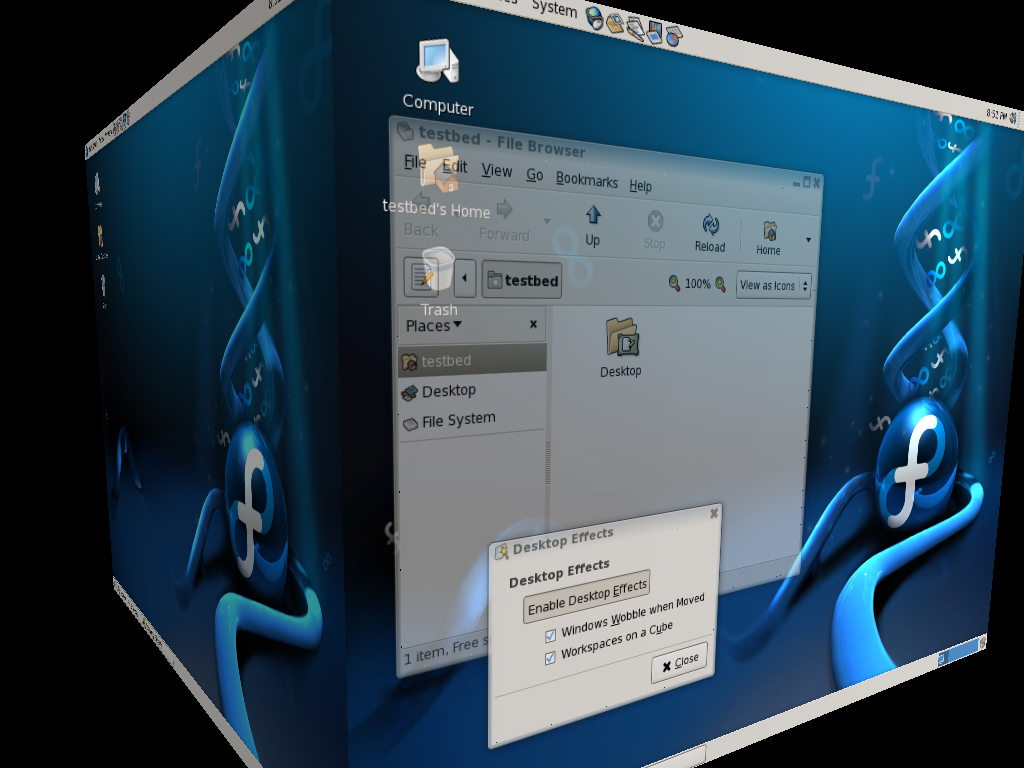
En skärmdump visades en AIGLX server med Compiz på Fedora Core

AIGLX är en underliggande systemkomponent för datorgrafik, till bland annat Linux, som skall låta vanliga fönsterbaserade program ritas av 3D-grafikkort. Namnet AIGLX är en förkortning för engelskans Accelerated Indirect GLX, där GLX i sig är en förkortning av OpenGL Extension to the X Window System. AIGLX möjliggör 3D-baserade fönsterhanterare med inbyggd kompositionsmotor, som exempelvis Compiz och Metacity.
AIGLX är ett alternativ till XGL.